# 中油嘉義溶剤廠支線

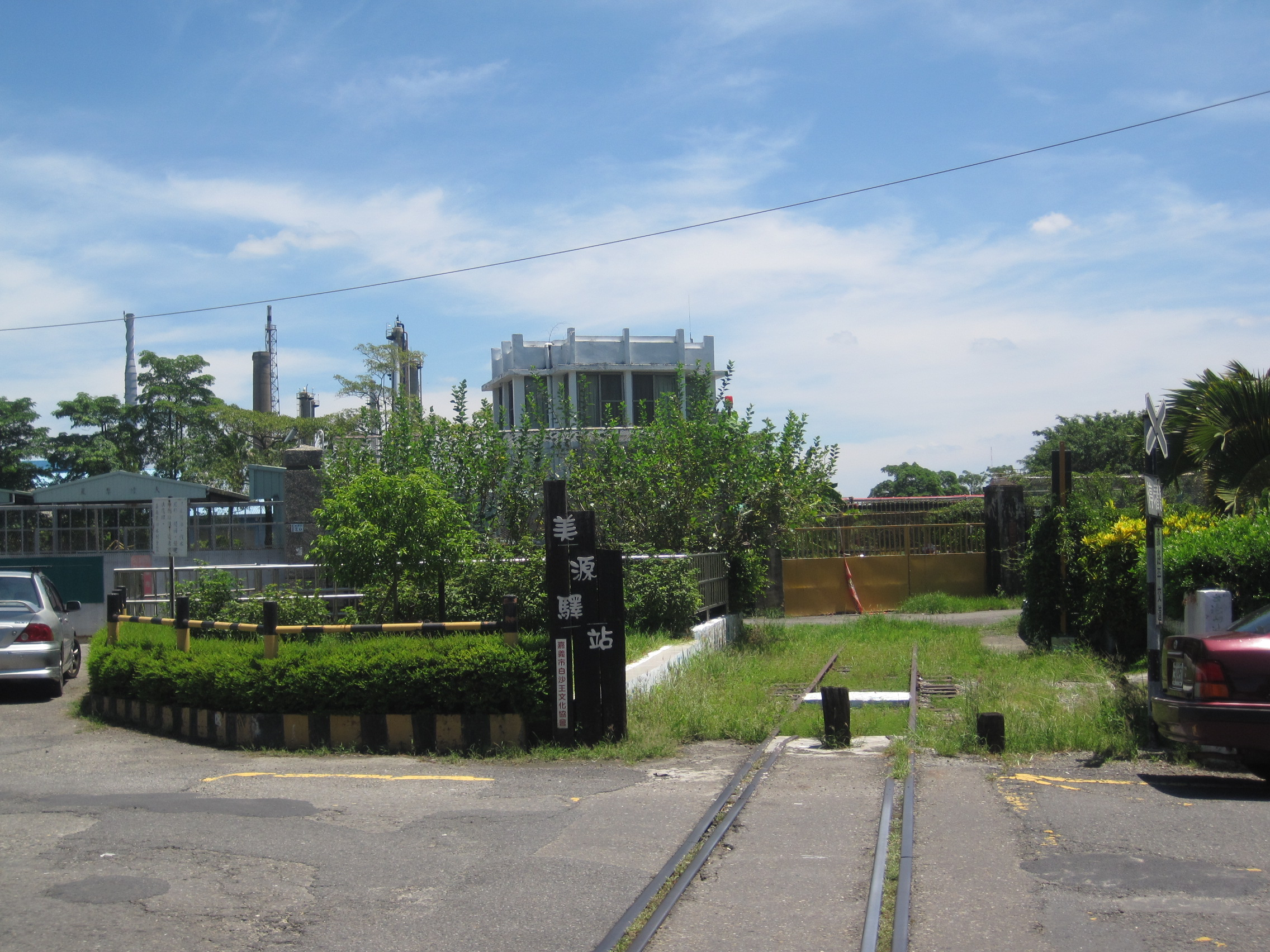
工廠に進入する区間

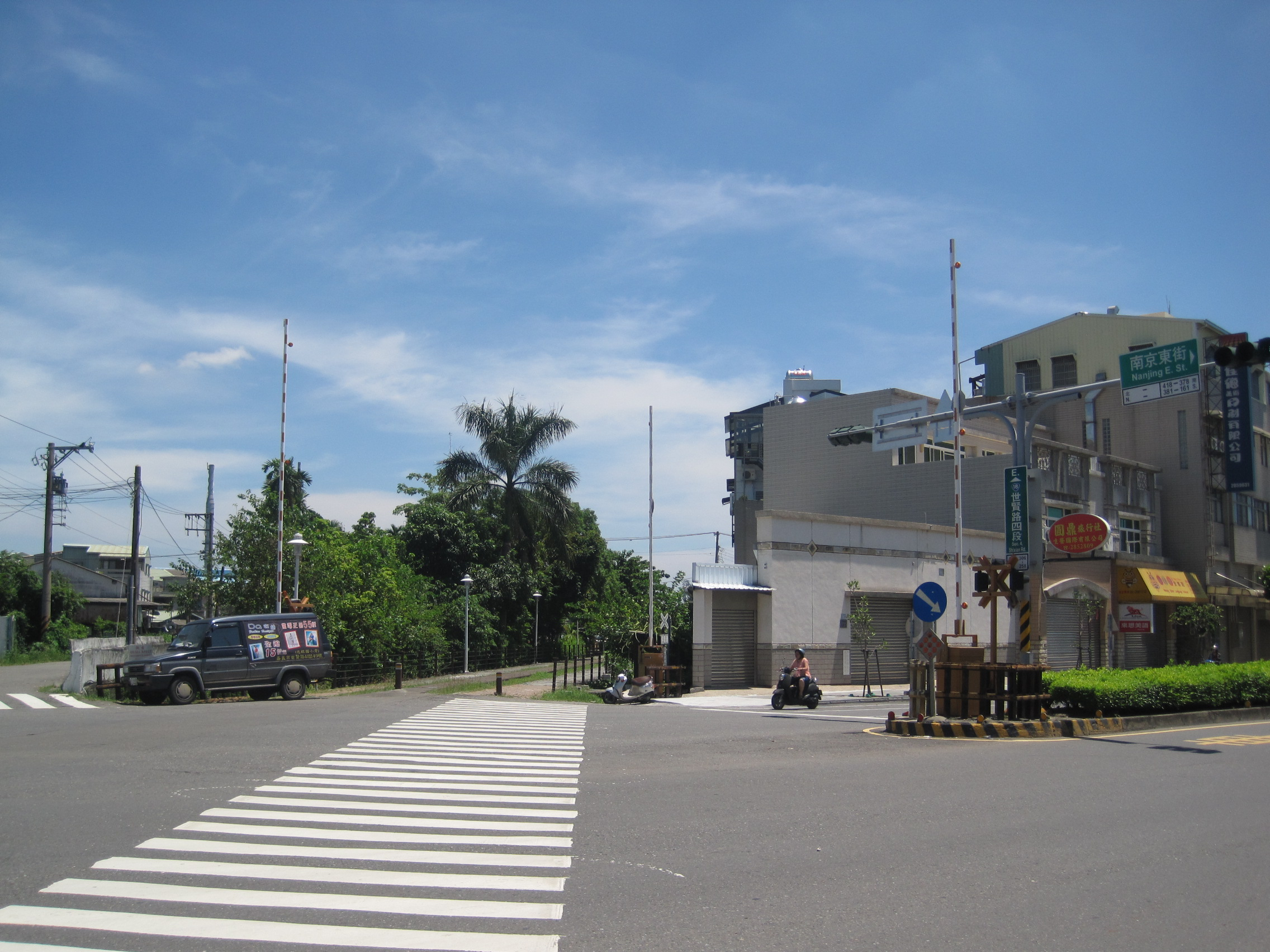
嘉義市世賢路上に残る踏切資材

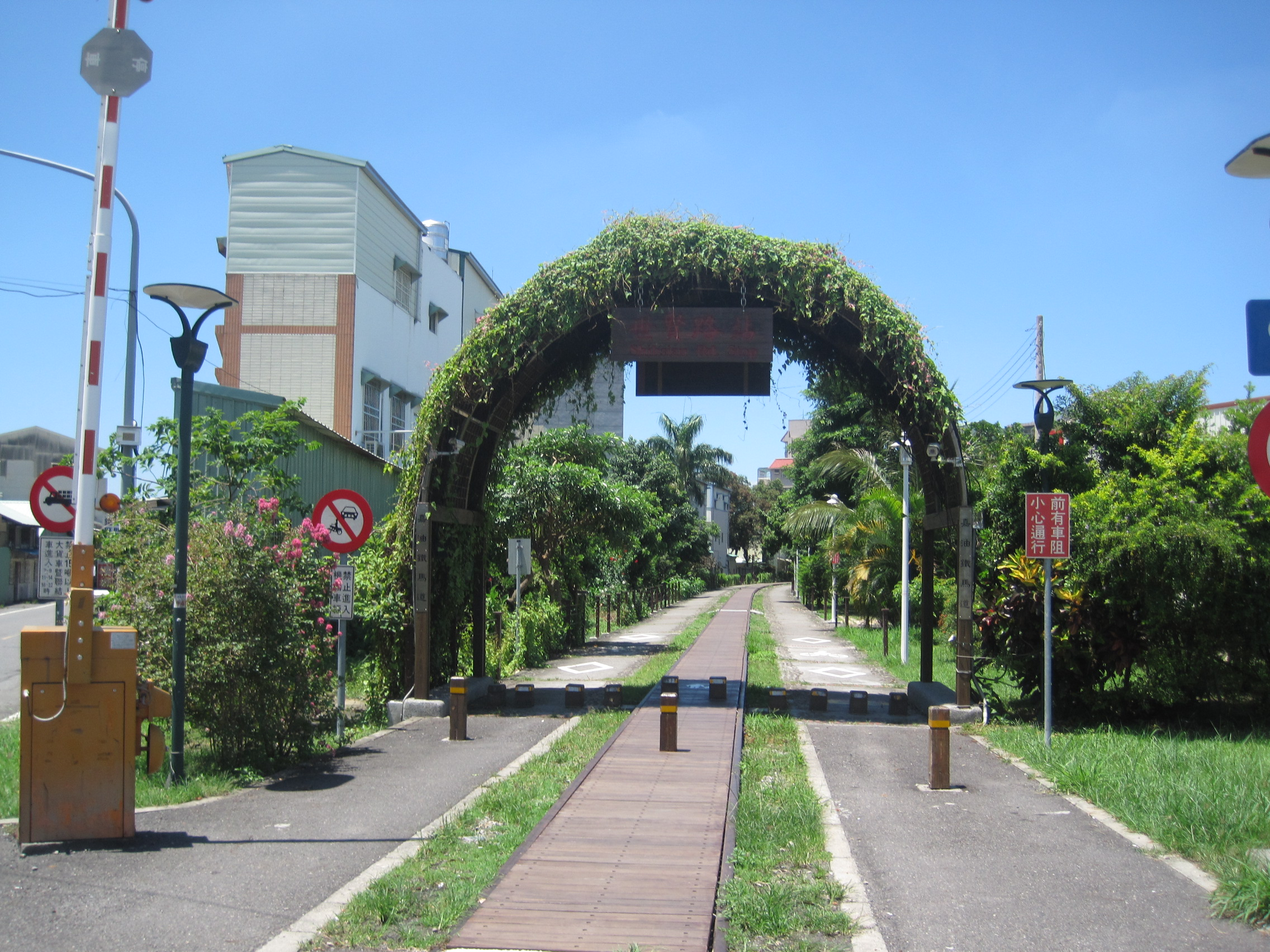
嘉油鉄馬道世賢路站

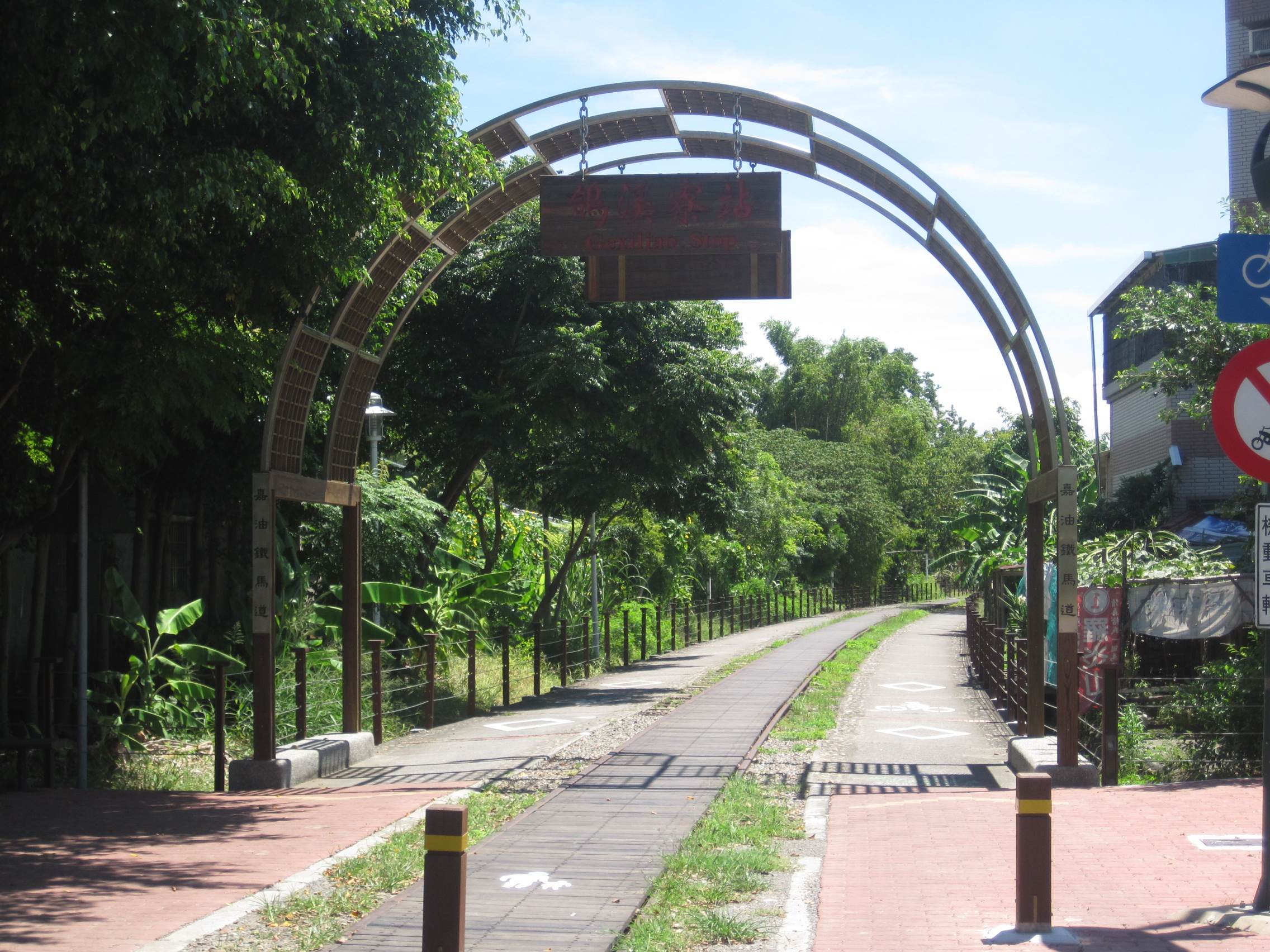
嘉油鉄馬道鴿渓寮站

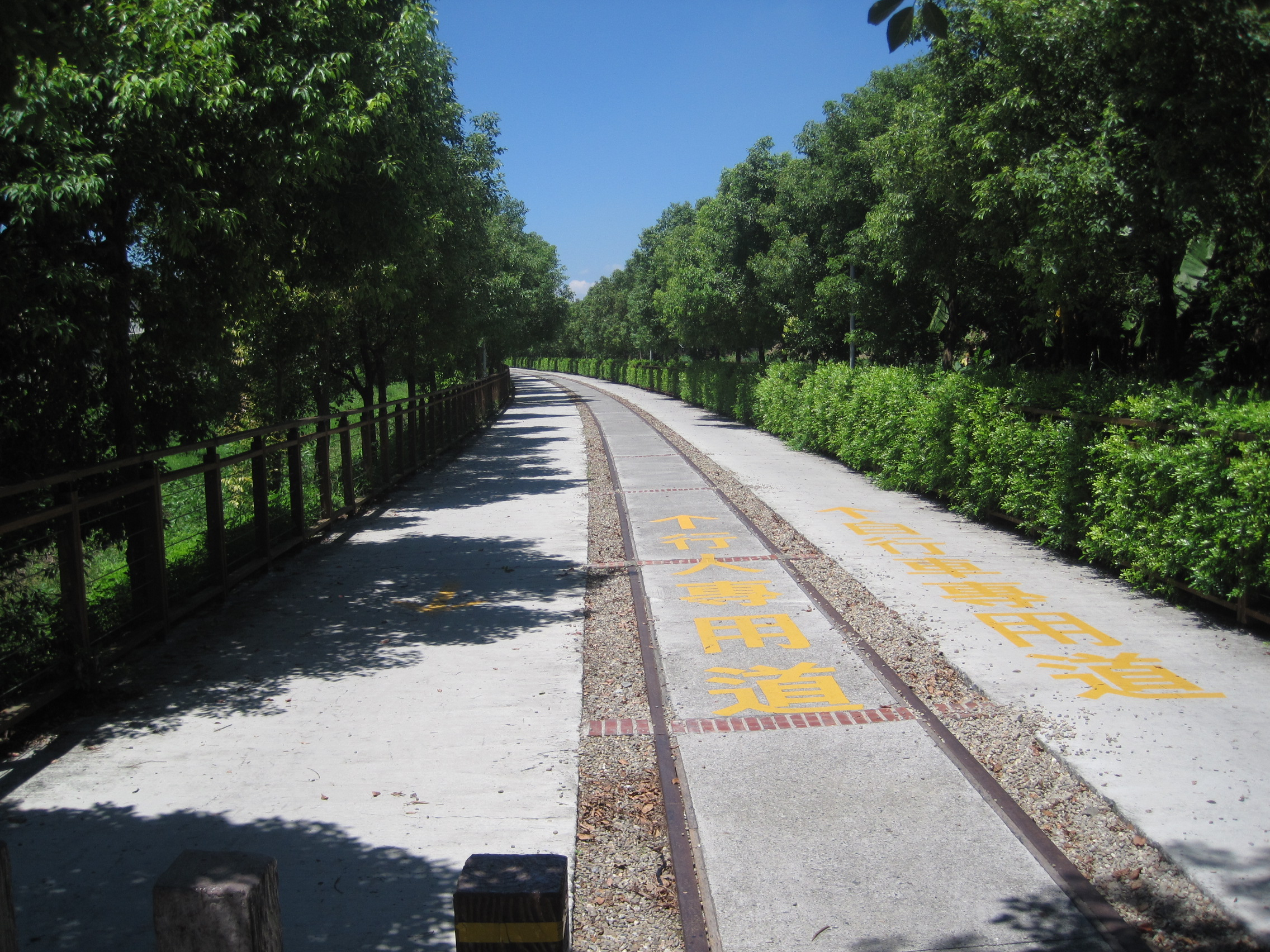
嘉油鉄馬道鴿溪寮站以南の北回帰線駅方向の区間

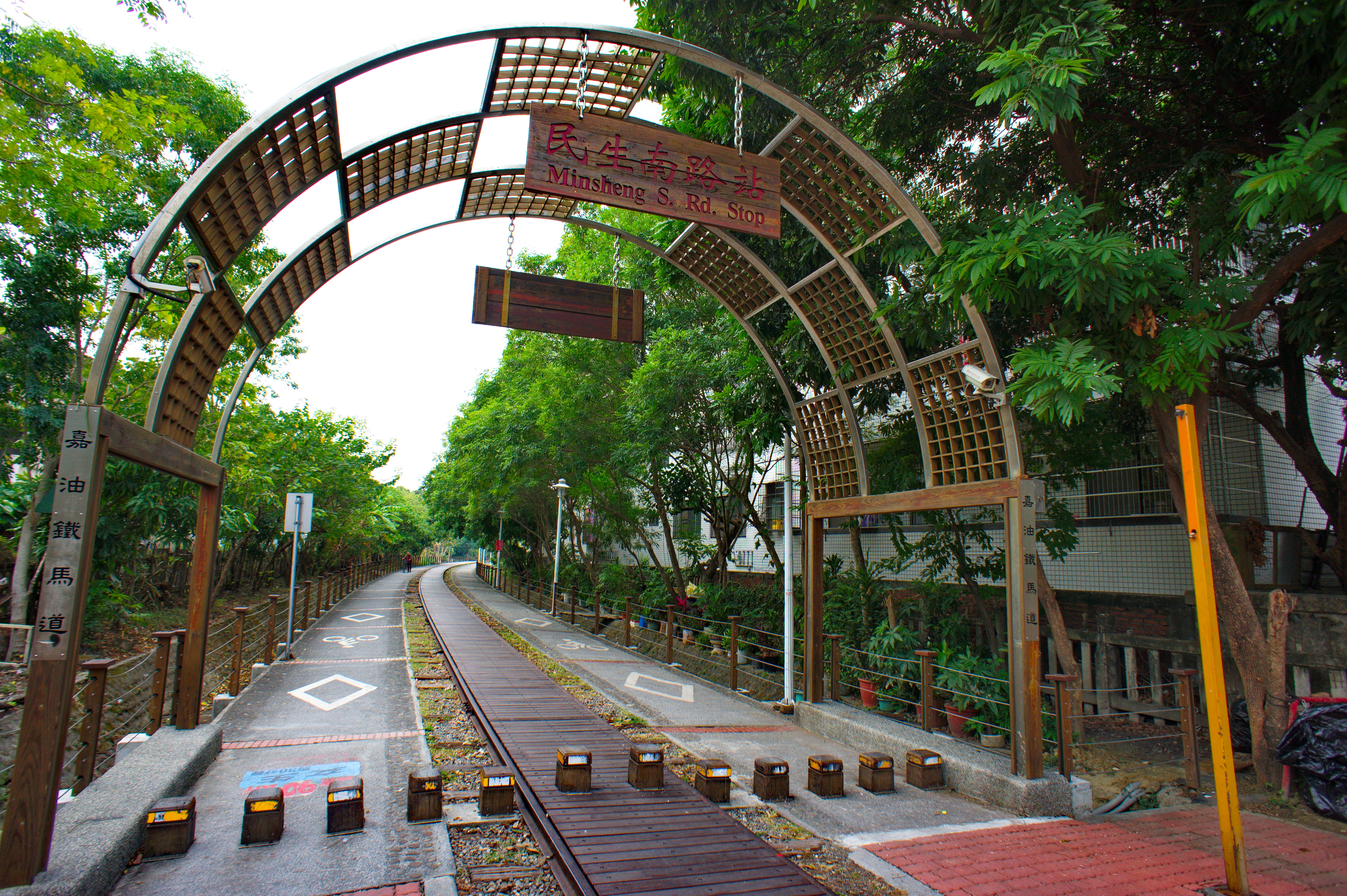
民生南路站

中油嘉義溶剤廠支線（ちゅうゆかぎようざいしょうしせん）は、かつて存在した台湾鉄路管理局の鉄道路線である。台湾中油の専用貨物線であった。

## 概要
本線は日本統治時代に台湾拓殖化学会社（当時の表記は「台灣拓殖化學會社」）によって建設された。ゼロ戦などの戦闘機の燃料を輸送していた。1961年に「嘉義溶剤廠線」と名付けられた。1972年10月4日、「高雄煉油總廠嘉義分廠線」と再改名された。北回帰線駅で縦貫線より北側に分岐し、すぐに東へ曲がり、しばらく直線で東方向に行き、北側に曲がって嘉義市世賢路と交差して「嘉義中油煉製研究所」（地元では溶剤廠と呼ばれている）に至る路線であった。なお、「中油煉研所線」と呼ぶ人もいる。

## 路線資料
- 経営管轄：台灣中油股份有限公司
- 路線距離：北回帰線駅 - 嘉義中油煉製研究所 4.5km[2][4][5]
- 軌間：1067mm
- 駅数：1（起点駅含む）
- 開業時期：日本統治時代[6]
- 廃止時期：2003年
- 複線区間：無し、全線単線
- 電化区間：無し

## 運行形態
- 既に廃止されている。
- 廃線跡の一部はレールを残したまま嘉油鉄馬道という全長3.5kmのサイクリングロードとして再生されており、往時を偲ぶことができる。

## 使用車両
- 中油所有のD-1、D-2やD-3（アメリカ製）といったスイッチャーが用いられていた[7]。

## 駅一覧
| 駅名               | 営業距離 （分岐点起点） | 備考             | 所在地       |
| ------------------ | ----------------------- | ---------------- | ------------ |
| 北回帰線駅         | 0.0                     | 廃駅・縦貫線接続 | 嘉義県水上郷 |
| 嘉義中油煉製研究所 | 4.5                     | ---              | 嘉義市西区   |